# Chorthippus lebanicus
Chorthippus lebanicus är en insektsart som beskrevs av Massa och Fontana 1998. Chorthippus lebanicus ingår i släktet Chorthippus och familjen gräshoppor. Inga underarter finns listade i Catalogue of Life.